# Schäfstall
Schäfstall ist ein Pfarrdorf und ein Gemeindeteil der Großen Kreisstadt Donauwörth im schwäbischen Landkreis Donau-Ries (Bayern). Zur Gemarkung gehören die Einöden Eckhof, Karweiserhof (auch Karbeiserhof, Kabishof), Lehenhof, Neffsend und Schweizerhof.
Schäfstall zählt zu den Grenzorten des alemannischen Dialektraums zum Bairischen hin.

## Geschichte
Die Gemeinde gehörte zum Landkreis Donauwörth. Am 1. Juli 1972 wurde Schäfstall im Zuge der Kreisgebietsreform in Bayern dem Landkreis Donau-Ries, bis zum 1. Mai 1973 mit der Bezeichnung Landkreis Nördlingen-Donauwörth, zugeschlagen. Mit Abschluss der Gemeindegebietsreform wurde Schäfstall am 1. Januar 1978 in die Große Kreisstadt Donauwörth eingegliedert.
Die katholische Pfarrei Sankt Felizitas (ehemals Pfarrei Neffsend) in Schäfstall gehört zur Pfarreiengemeinschaft Donauwörth-Parkstadt im Dekanat Donauwörth im Bistum Augsburg. Zur Pfarrei gehören auch noch der Eckhof, der Karweiserhof, der Schweizerhof und der Stillberghof. Der Lehenhof gehört zur Pfarrei Sankt Willibald in Altisheim.
Ein Gedenkstein bei der Felizitaskirche erinnert an Napoléon Bonaparte, der von hier aus am 7. Oktober 1805 den Übergang seiner Truppen über den Lechbeobachtete. Dieser bildete einen Teil der Operationen, die zum französischen Sieg gegen die Österreicher bei Ulm führen sollten.

## Baudenkmäler
In die Liste der Baudenkmäler in Schäfstall sind zwei Objekte eingetragen:
- Katholische Pfarrkirche St. Felicitas
- Feldkapelle aus der 1. Hälfte des 19. Jahrhunderts nahe der Zufahrt von der Staatsstraße nach Schäfstall